# Protopolybia picteti
Protopolybia picteti är en getingart som först beskrevs av Henri Saussure 1854.  Protopolybia picteti ingår i släktet Protopolybia och familjen getingar. Utöver nominatformen finns också underarten P. p. fulvotincta.